# Мангалиця
Угорська пухова мангалиця належить до рідкісних парнокопитних і екзотичних порід свиней м'ясо-сального напряму. Єдина в Європі пухнаста порода свиней (завдяки густому хутру в зимовий період року мангалицю легко можна переплутати з вівцею). Виведена в 1833 році в Австро-Угорщині за особистою участю ерцгерцога Йозефа шляхом схрещування домашньої середземноморської свині з карпатським вепром. В Україні почала поширюватись останні 8-10 років — з Закарпаття (де її активно розводять фермери на Виноградівщині та Іршавщині). Стрімко набирає популярність серед гурманів завдяки делікатесним якостям як м'яса, так і сала, що мають м'який смак дичини. Розводиться переважно у Закарпатській, Львівській, Київській, Харківській, Сумській та Одеській областях.

## Походження та історія породи
Після експансії турків в центральну Європу було знищено майже все поголів'я свиней. Мусульмани не вживали в їжу свинину, а тому було заборонено вирощування саме цього виду тварин, які опинилися на початку 19 століття в Австро-Угорщині під загрозою зникнення. До відновлення поголів'я та створення унікальної місцевої породи має безпосереднє відношення ерцгерцог Йозеф, що був неабияким селекціонером.
Угорська мангалиця була виведена шляхом схрещування домашньої середземноморської свині з карпатським вепрем — звідси унікальний імунітет і запах дичини у м'яса і сала. Для селекції єгері ерцгерцога відібрали свиноматок зі збережених у віддалених регіонах Угорщини та Сербії автентичних порід — угорських свиней Bakonyi і Szalontai, що були потім змішані з породою Sumadija сербського походження і хорватськими Šiška та Syrmien. Саме з цих порід виробляють всесвітньо відому шинку Серрано.
Поросят пухової мангалиці і сьогодні розводять в Альпах в великих масштабах. Це — об'єкт національної спадщини: вивіз тварин породи «Угорська мангалиця» за межі Угорщини з метою розведення колись був навіть офіційно заборонений.
1950-ті роки залишили свій внесок в розвиток породи. Після того як у світ прийшла мода на здорове харчування і стрункість, сало почали вважати головним джерелом зайвої ваги, тому м'ясні породи свиней набирали більшої популярності, а згодом практично витіснили м'ясо-сальних. Все це призвело до зменшення чисельності породи та майже повного зникнення сала з прилавків. Але незабаром мода на подібну їжу повернулася, спочатку вона поглинула Іспанію, а потім і весь світ. І вже з 90-х років мармурове м'ясо знову набуло популярність. Через коливання гастрономічної моди угорську мангалицю довелося реабілітувати як породу, але в цей раз її порятунком зайнялися іспанці. У наші дні ця порода вже не ризикує зникнути, хоча на фермах її представники зустрічаються нечасто.

## Племінні господарства

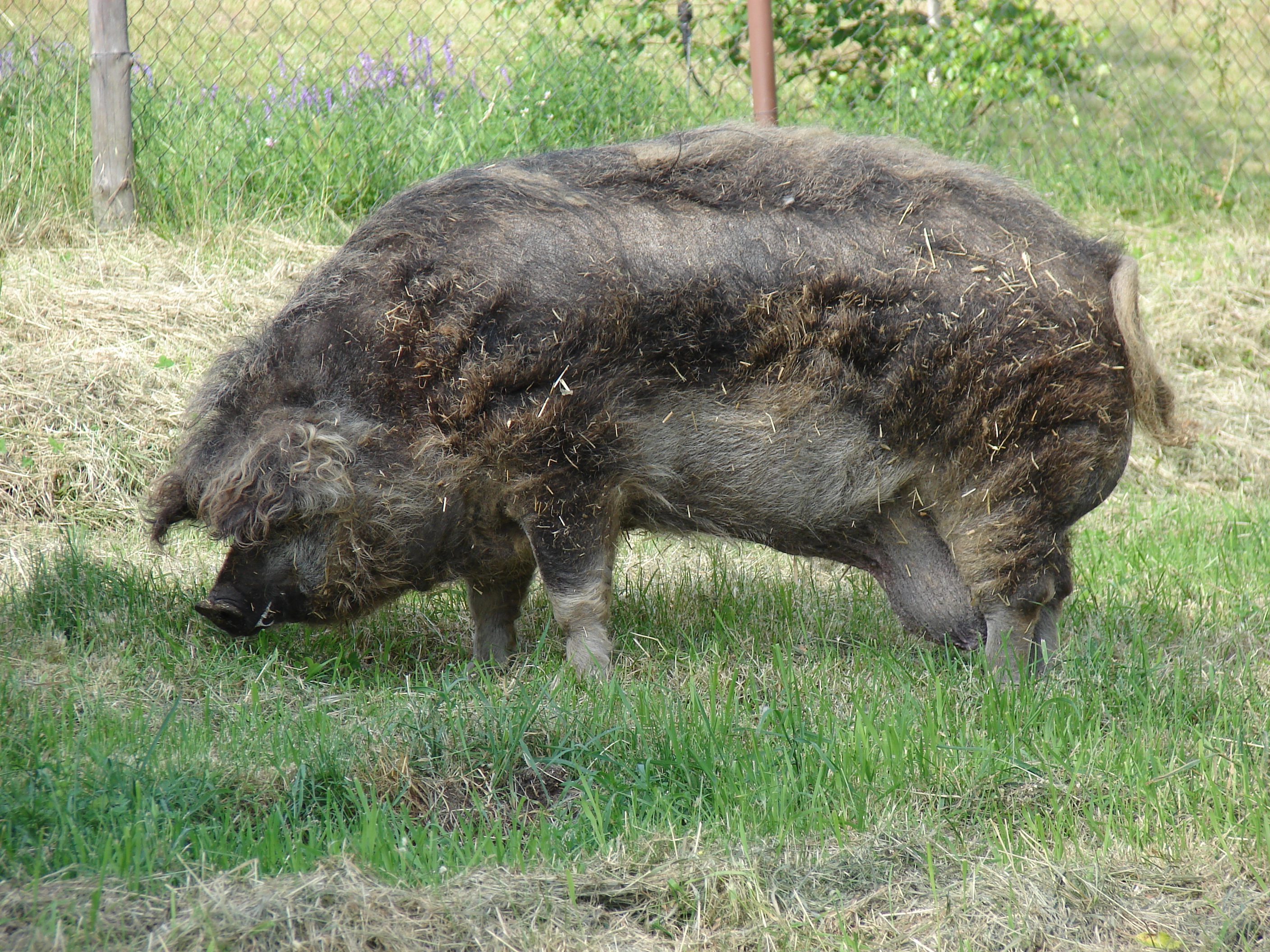
Мангалиця. Фото збоку

Найбільш активно племінна робота ведеться в Угорщині, Австрії, Румунії та останні 5 років — в Україні (Київська, Харківська та Львівська області).

## Особливості породи
Мангалиць відрізняє від інших порід свиней багато позитивних якостей: невибагливі у догляді, а завдяки густому вовняному покриву вони добре переносять тридцятиградусний мороз. Вовняні свині із задоволенням пасуться на відкритих пасовищах, майже повністю задовольняються тим, що знаходять на землі. Лише іноді їх підгодовують картоплею і гарбузом — тільки так вони стають абсолютно бездоганними за смаком. Ріжуть їх у 12–14 місяців, коли тварини важать 130—140 кг. Їх сало і м'ясо вважається здоровішим, бо швидше перетравлюється, містить більше ненасичених кислот і вітамінів. Свиням породи Угорська мангалиця не роблять щеплення, тому що вони мають сильну імунну систему і не хворіють.
Більшість тварин даної породи (від 75 до 80 %) відносяться до білого типу. Інші її різновиди — чорна, червона та мангалиця з властивим забарвленням ластівки — на превеликий жаль, є на межі зникнення. Розрізнити таких свиней досить просто. Зовні вони мають товсті й довгі щетинки, що рясно покривають всю область тулуба. Дуже густа щетина, втім, з'являється ближче до зимового періоду, а на час весни цім тваринам властива біла і шовковиста щетина, яка в'ється. Біля очної області і в районі рильця, у свиней бувають чорні насичені плями.

## Характеристики
Маса дорослої мангалиці сягає понад 300 кг. Якщо планується відгодівля, то кабанів краще каструвати у віці 1-2 місяців, до року вони швидко набирають вагу. Статевозрілими свинки стають в 5-7 місяців. Супоросности триває 116—120 днів. Потомство свинки виводять без допомоги людини. У середньому приплоді буває 6-7 поросят. З 3-5 днів поросят підгодовують зерном ячменю, рідкої базікою, а також мінеральними кормами — крейдою, кістковим борошном, червоною глиною. У поїлках постійно повинна бути чиста вода. У тритижневому віці поросята вже самі гризуть буряк, яблука, їдять траву, сіно. До місячного віку поросята смугасті, потім смугастість поступово зникає. Відлучати їх бажано в місячному віці. На 5-й день після відлучення поросят свиню знову спарюють.

## Гібриди
Не слід плутати мангалицю з мангалом — гібридом мангалиці зазвичай з диким кабаном (іноді — з в'єтнамською вислобрюхою чи іншими породами свиней). Втім, виведена майже 200 років тому порода, на думку експертів, є досконалою, тому в подальших селекційних експериментах наразі потреби немає.

## Утримування
Мангалиця не потребує складних умов утримання, наприклад, чищення загонів чи зміни підстилки. Як влітку, так і взимку їх можна тримати на щоденному випасі просто неба — тварини досить самостійні і не потребують постійного нагляду. Восени мангалиці покриваються густою довгою шерстю від світло-бурого до чорного з сіруватим відтінком, чим нагадують дику мисливську свиню. Взимку парнокопитні поїдають коренеплоди, жолуді, каштани, Мангалиці всеїдні вони поїдають як рослинні, так і тваринні корми, продукти їх переробки, різноманітні харчові відходи і технічні залишки. Взимку раціон складається із сіна, січки зі стебел кукурудзи, коренеплодів, каштанів, жолудів, відходів спиртозаводів у вигляді кукурудзяної та пшеничної браги, висівок, кісток, сіна, кісток, пшеничної браги, висівки і субпродуктів низької категорії. Головне — привчити поросят їсти все. Влітку сіно і січку замінюють різнотрав'ям, падалицею з фруктових дерев, ряскою. Свині цієї породи дуже люблять молоді пагони дерев, особливо дуба, кору і коріння дерев. У літній сезон свиням також на підживлення дають траву (лугову, городні бур'яни, лікарську і будь-яку іншу), фруктову падалицю, ряску, пагони, кору і коріння різних дерев (особливо люблять дуб), картопля, кукурудзяні качани, морква, буряк, кабачки.